# Anthophyta
Anthophyta (bloemplanten) is een beschrijvende plantennaam die niet meer gebruikt wordt.
De naam werd in het Wettstein-systeem gebruikt voor de zaadplanten. Het is dus dezelfde groep die elders wel Spermatophyta, Phanerogamae en Magnoliophyta heten. Deze groep werd op haar beurt weer onderverdeeld in de Gymnospermae en Angiospermae. Het woord "bloem" wordt dus opgevat in de brede zin van het woord, dus inclusief de kegels van naaldbomen.
Fylogenie van de Anthophyta
|            | Coniferophyta                                                                             |
|            |                                                                                           |
| Anthophyta | \| \| Bennettitales \| \| \| \| \| \| Gnetales \| \| \| \| \| \| Angiospermae \| \| \| \| |
|            | \| \| Bennettitales \| \| \| \| \| \| Gnetales \| \| \| \| \| \| Angiospermae \| \| \| \| |
|            | Bennettitales                                                                             |
|            |                                                                                           |
|            | Gnetales                                                                                  |
|            |                                                                                           |
|            | Angiospermae                                                                              |
|            |                                                                                           |

|  | Bennettitales |
|  |               |
|  | Gnetales      |
|  |               |
|  | Angiospermae  |
|  |               |

|            | Coniferophyta                                                                             |
|            |                                                                                           |
| Anthophyta | \| \| Bennettitales \| \| \| \| \| \| Gnetales \| \| \| \| \| \| Angiospermae \| \| \| \| |
|            | \| \| Bennettitales \| \| \| \| \| \| Gnetales \| \| \| \| \| \| Angiospermae \| \| \| \| |
|            | Bennettitales                                                                             |
|            |                                                                                           |
|            | Gnetales                                                                                  |
|            |                                                                                           |
|            | Angiospermae                                                                              |
|            |                                                                                           |

|  | Bennettitales |
|  |               |
|  | Gnetales      |
|  |               |
|  | Angiospermae  |
|  |               |

|            | Coniferophyta                                                                             |
|            |                                                                                           |
| Anthophyta | \| \| Bennettitales \| \| \| \| \| \| Gnetales \| \| \| \| \| \| Angiospermae \| \| \| \| |
|            | \| \| Bennettitales \| \| \| \| \| \| Gnetales \| \| \| \| \| \| Angiospermae \| \| \| \| |
|            | Bennettitales                                                                             |
|            |                                                                                           |
|            | Gnetales                                                                                  |
|            |                                                                                           |
|            | Angiospermae                                                                              |
|            |                                                                                           |

|  | Bennettitales |
|  |               |
|  | Gnetales      |
|  |               |
|  | Angiospermae  |
|  |               |

|            | Coniferophyta                                                                             |
|            |                                                                                           |
| Anthophyta | \| \| Bennettitales \| \| \| \| \| \| Gnetales \| \| \| \| \| \| Angiospermae \| \| \| \| |
|            | \| \| Bennettitales \| \| \| \| \| \| Gnetales \| \| \| \| \| \| Angiospermae \| \| \| \| |
|            | Bennettitales                                                                             |
|            |                                                                                           |
|            | Gnetales                                                                                  |
|            |                                                                                           |
|            | Angiospermae                                                                              |
|            |                                                                                           |

|  | Bennettitales |
|  |               |
|  | Gnetales      |
|  |               |
|  | Angiospermae  |
|  |               |

|  | \| \| Cycadophyta \| \| \| \| \| \| Bennettitales \| \| \| \| |
|  |                                                               |
|  | Ginkgoales                                                    |
|  |                                                               |
|  | Cycadophyta                                                   |
|  |                                                               |
|  | Bennettitales                                                 |
|  |                                                               |

|  | Cycadophyta   |
|  |               |
|  | Bennettitales |
|  |               |

|  | Coniferales |
|  |             |
|  | Gnetales    |
|  |             |

|  | \| \| Cycadophyta \| \| \| \| \| \| Bennettitales \| \| \| \| |
|  |                                                               |
|  | Ginkgoales                                                    |
|  |                                                               |
|  | Cycadophyta                                                   |
|  |                                                               |
|  | Bennettitales                                                 |
|  |                                                               |

|  | Cycadophyta   |
|  |               |
|  | Bennettitales |
|  |               |

|  | Coniferales |
|  |             |
|  | Gnetales    |
|  |             |

|  | \| \| Cycadophyta \| \| \| \| \| \| Bennettitales \| \| \| \| |
|  |                                                               |
|  | Ginkgoales                                                    |
|  |                                                               |
|  | Cycadophyta                                                   |
|  |                                                               |
|  | Bennettitales                                                 |
|  |                                                               |

|  | Cycadophyta   |
|  |               |
|  | Bennettitales |
|  |               |

|  | Coniferales |
|  |             |
|  | Gnetales    |
|  |             |

|  | \| \| Cycadophyta \| \| \| \| \| \| Bennettitales \| \| \| \| |
|  |                                                               |
|  | Ginkgoales                                                    |
|  |                                                               |
|  | Cycadophyta                                                   |
|  |                                                               |
|  | Bennettitales                                                 |
|  |                                                               |

|  | Cycadophyta   |
|  |               |
|  | Bennettitales |
|  |               |

|  | Coniferales |
|  |             |
|  | Gnetales    |
|  |             |

## Historische namen
| Historische namen van verschillende groepen in het "Plantenrijk" | Historische namen van verschillende groepen in het "Plantenrijk" | Historische namen van verschillende groepen in het "Plantenrijk" | Historische namen van verschillende groepen in het "Plantenrijk" | Historische namen van verschillende groepen in het "Plantenrijk" | Historische namen van verschillende groepen in het "Plantenrijk" |
| ---------------------------------------------------------------- | ---------------------------------------------------------------- | ---------------------------------------------------------------- | ---------------------------------------------------------------- | ---------------------------------------------------------------- | ---------------------------------------------------------------- |
| Thallophyta, lagere planten Arrhizophyta                         | Cryptogamae sporenplanten                                        | Prokaryoten, Protophytae, Schizophyta, Monera                    | Prokaryoten, Protophytae, Schizophyta, Monera                    | Bacteria                                                         | Bacteria                                                         |
| Thallophyta, lagere planten Arrhizophyta                         | Cryptogamae sporenplanten                                        | Prokaryoten, Protophytae, Schizophyta, Monera                    | Prokaryoten, Protophytae, Schizophyta, Monera                    | Algen s.l.                                                       | Cyanophyta                                                       |
| Thallophyta, lagere planten Arrhizophyta                         | Cryptogamae sporenplanten                                        | thallofyten zonder archegonia                                    | thallofyten zonder archegonia                                    | Algen s.l.                                                       | Algae s.s.                                                       |
| Thallophyta, lagere planten Arrhizophyta                         | Cryptogamae sporenplanten                                        | thallofyten zonder archegonia                                    | thallofyten zonder archegonia                                    | Fungi, schimmels                                                 |                                                                  |
| Thallophyta, lagere planten Arrhizophyta                         | Cryptogamae sporenplanten                                        | thallofyten zonder archegonia                                    | thallofyten zonder archegonia                                    | appendix: Lichenes                                               |                                                                  |
| Thallophyta, lagere planten Arrhizophyta                         | Cryptogamae sporenplanten                                        | Cormophyta Embryophyta Plantae (s.s.)                            | Archegoniatae                                                    | Bryophyta s.l. Astelocormophyta                                  | Hepaticae                                                        |
| Thallophyta, lagere planten Arrhizophyta                         | Cryptogamae sporenplanten                                        | Cormophyta Embryophyta Plantae (s.s.)                            | Archegoniatae                                                    | Bryophyta s.l. Astelocormophyta                                  | Musci                                                            |
| Thallophyta, lagere planten Arrhizophyta                         | Cryptogamae sporenplanten                                        | Cormophyta Embryophyta Plantae (s.s.)                            | Archegoniatae                                                    | Bryophyta s.l. Astelocormophyta                                  | Anthocerotae                                                     |
| Tracheophyta hogere planten Rhizophyta Stelocormophyta           | Cryptogamae sporenplanten                                        | Cormophyta Embryophyta Plantae (s.s.)                            | Archegoniatae                                                    | Vaatcryptogamen Pterophyta, varens                               | Lycophyta                                                        |
| Tracheophyta hogere planten Rhizophyta Stelocormophyta           | Cryptogamae sporenplanten                                        | Cormophyta Embryophyta Plantae (s.s.)                            | Archegoniatae                                                    | Vaatcryptogamen Pterophyta, varens                               | Pteridophyta                                                     |
| Tracheophyta hogere planten Rhizophyta Stelocormophyta           | Phanerogamae, fanerogamen                                        | Cormophyta Embryophyta Plantae (s.s.)                            | Spermatofyta Lignophyta                                          | Gymnospermae                                                     | Gymnospermae                                                     |
| Tracheophyta hogere planten Rhizophyta Stelocormophyta           | Phanerogamae, fanerogamen                                        | Cormophyta Embryophyta Plantae (s.s.)                            | Spermatofyta Lignophyta                                          | Angiospermae Anthophyta                                          | Monocotyledonae                                                  |
| Tracheophyta hogere planten Rhizophyta Stelocormophyta           | Phanerogamae, fanerogamen                                        | Cormophyta Embryophyta Plantae (s.s.)                            | Spermatofyta Lignophyta                                          | Angiospermae Anthophyta                                          | Dicotyledonae                                                    |